# 증안초등학교
증안초등학교는 대한민국 충청북도 청주시 흥덕구에 있는 초등학교다.

## 학교 연혁
- 2000.09.01 증안초등학교 개교(11학급)
- 2000.09.01 초대 최상돈 교장 부임
- 2001.03.10 증안초등학교 병설유치원 개원(2학급)
- 2004.12.22 19개 교실 증축
- 2005.03.01 도지정 방과 후 교실 선도 학교
- 2005.04.01 도지정 인성 시범 학교(2005.4.1~2006.2.28)
- 2005.08.18 급식소 증축
- 2007.02.21 제6회 180명 졸업(총 졸업생수: 844명)
- 2007.03.01 43학급 편성(3학급 증설), 특수 학급 신설
- 2007.03.01 유치원 3학급 편성(1학급 증설)
- 2008.02.20 제7회 209명 졸업(총 졸업생수: 1053명)
- 2008.03.01 4학급 편성(1학급 증설)
- 2008.03.04 1학년 입학 8학급(240명)
- 2008.09.01 제4대 강복선 교장 부임
- 2009.02.17 제8회 243명 졸업(총 졸업생수: 1296명)
- 2009.03.03 1학년 입학 7학급(218명)
- 2010.02.17 제9회 233명 졸업(총 졸업생수: 1529명)
- 2010.03.01 충청북도교육청지정 평생교육 시범학교(2010.3.1~2012.2.29)
- 2011.02.17 제10회 225명 졸업(총 졸업생수: 1754명)
- 2011.03.03 1학년 입학 6학급(198명)
- 2012.02.17 제11회 227명 졸업(총 졸업생수: 1981명)
- 2012.03.01 제5대 심혁국 교장 부임
- 2012.03.05 1학년 입학 6학급(197명)
- 2013.02.20 제12회 251명 졸업(총 졸업생수: 2232명)
- 2013.03.04 1학년 입학 6학급(167명)
- 2014.02.20 제13회 190명 졸업(총 졸업생수: 2422명)
- 2014.03.01 제6대 박순복 교장 부임
- 2014.03.03 1학년 입학 7학급(188명)
- 2017.03.01 제 8대 배석윤 교장 부임
- 2018.02.24 제 17회 157명 졸업 (총 졸업생수: 3107명)
- 2018.03.02 1학년 입학 7학급(189명), 38(1)학급, 전교생 931명
- 2019.01.15 제 18회 133명 졸업(총 졸업생수: 3240명)